# Moja ulica, moja ekipa
Moja ulica, moja ekipa je tradiconalni malonogometni turnir koji se igra krajem prosinca u Puli, u Domu sportova „Mate Parlov”. 
Od početka održavanja, na turniru sudjeluju ekipe iz cijele Istre i okolice, a prvenstvo u prosjeku prati oko 2.000 gledatelja. Najviše ekipa, čak 117, natjecalo se 1980. godine. Mnoge momčadi koje su nastupale na turniru su ubrzo prerasle u malonogometne klubove. Od 1992., zbog Domovinskog rata natjecanje je privremeno obustavljeno do 2004., od kada se ponovno počinje igrati. Od 2007. se igra i Mini ulica, turnir za najmlađe nogometaše do 11 godina. 

## Moja ulica, moja ekipa 2008.
Godine 2008. odigrano je jubilarno, 20. izdanje ovog turnira. Na turniru se natjecalo 105 ekipa, većina iz Istre, no bilo je ekipa i iz Rijeke i s otoka, te dvije iz BiH. Turnir je osvojila porečka momčad Vita Leva Elektrometal, koja je 28. prosinca 2008. pred oko 2.000 gledatelja u Domu sportova „Mate Parlov” svladala pulsku momčad MNK Šijana. Mini ulicu je osvojila kombinirana ekipa porečkog Jadrana i Vrsara, koja je u finalu svladala vršnjake iz fažanske Mladosti.

## Rezultati
| Godina           | Br. država                                                         | Momčadi                                                            | Pobjednik                                                          | Rez.                                                               | Drugoplasirani                                                     |
| ---------------- | ------------------------------------------------------------------ | ------------------------------------------------------------------ | ------------------------------------------------------------------ | ------------------------------------------------------------------ | ------------------------------------------------------------------ |
| 2020.            |                                                                    |                                                                    |                                                                    | :                                                                  |                                                                    |
| 2019.            |                                                                    |                                                                    | MNE Veruda Maling (2)                                              | : (0:0)                                                            | Pizzeria Jupiter klinci                                            |
| 2018.            |                                                                    |                                                                    | Palermo Glock Trapan Inside Veruda                                 | 6:5 (2:2)                                                          | Pizzeria Jupiter klinci                                            |
| 2017.            |                                                                    |                                                                    | Pizzeria Jupiter klinci                                            | 4:1                                                                | Plavi put, Pazin                                                   |
| 2016.            |                                                                    |                                                                    | Pizzeria Jupiter (Toledo) (3)                                      | : (1:1)                                                            | Pizzeria Jupiter klinci                                            |
| 2015.            |                                                                    |                                                                    | Šijana Spartans, Pula                                              | :                                                                  |                                                                    |
| 2014.            |                                                                    |                                                                    | TNT Pizzeria Matteo Malinska                                       | :                                                                  |                                                                    |
| 2013.            |                                                                    |                                                                    |                                                                    | :                                                                  | Orsera caffe Grosuplje Avto                                        |
| 2012.            |                                                                    |                                                                    | Orsera caffe Grosuplje Avto                                        | :                                                                  | Pizzeria Jupiter klinci                                            |
| 2011.            |                                                                    |                                                                    |                                                                    | :                                                                  | Pizzeria Jupiter klinci                                            |
| 2010.            |                                                                    |                                                                    |                                                                    | :                                                                  |                                                                    |
| 2009.            |                                                                    |                                                                    | TNT Pizzeria Matteo Malinska                                       | :                                                                  | MNK Šijana, Pula                                                   |
| 2008.            |                                                                    |                                                                    | Vita Leva Elektrometal, Poreč                                      | :                                                                  |                                                                    |
| 2007.            |                                                                    |                                                                    | Indio Signal Sistem, Pula                                          | :                                                                  | Pizzeria Jupiter (Toledo)                                          |
| 2006.            |                                                                    |                                                                    | Autoservis Šarić                                                   | :                                                                  |                                                                    |
| 2005.            |                                                                    |                                                                    | Pizzeria Jupiter (Toledo) (2)                                      | :                                                                  | Vita Leva Elektrometal, Poreč                                      |
| 2004.            |                                                                    |                                                                    | Pizzeria Jupiter (Toledo)                                          | :                                                                  |                                                                    |
| 2003.            | Obustavljen zbog Domovinskog rata; kasnije se nije održavao zbog ? | Obustavljen zbog Domovinskog rata; kasnije se nije održavao zbog ? | Obustavljen zbog Domovinskog rata; kasnije se nije održavao zbog ? | Obustavljen zbog Domovinskog rata; kasnije se nije održavao zbog ? | Obustavljen zbog Domovinskog rata; kasnije se nije održavao zbog ? |
| –                | Obustavljen zbog Domovinskog rata; kasnije se nije održavao zbog ? | Obustavljen zbog Domovinskog rata; kasnije se nije održavao zbog ? | Obustavljen zbog Domovinskog rata; kasnije se nije održavao zbog ? | Obustavljen zbog Domovinskog rata; kasnije se nije održavao zbog ? | Obustavljen zbog Domovinskog rata; kasnije se nije održavao zbog ? |
| 1993.            | Obustavljen zbog Domovinskog rata; kasnije se nije održavao zbog ? | Obustavljen zbog Domovinskog rata; kasnije se nije održavao zbog ? | Obustavljen zbog Domovinskog rata; kasnije se nije održavao zbog ? | Obustavljen zbog Domovinskog rata; kasnije se nije održavao zbog ? | Obustavljen zbog Domovinskog rata; kasnije se nije održavao zbog ? |
| 1992.            |                                                                    |                                                                    |                                                                    | :                                                                  | Park Avenija 69                                                    |
| 1991.            |                                                                    |                                                                    |                                                                    | :                                                                  |                                                                    |
| 1990.            |                                                                    |                                                                    | Linija 4A Orfej (2)                                                | :                                                                  | Park Avenija 69                                                    |
| 1989. (prosinac) |                                                                    |                                                                    | Park Avenija 69 (3)                                                | :                                                                  | Autsajderi, Pula                                                   |
| 1989. (siječanj) |                                                                    |                                                                    | Linija 4A Orfej                                                    | :                                                                  |                                                                    |
| 1988.            |                                                                    |                                                                    |                                                                    | :                                                                  |                                                                    |
| 1987.            |                                                                    |                                                                    |                                                                    | :                                                                  |                                                                    |
| 1986.            |                                                                    |                                                                    | Park Avenija 69 (2)                                                | :                                                                  |                                                                    |
| 1985./86.        |                                                                    |                                                                    | Park Avenija 69                                                    | :                                                                  |                                                                    |
| 1985.            |                                                                    |                                                                    |                                                                    | :                                                                  |                                                                    |
| 1984.            |                                                                    |                                                                    |                                                                    | :                                                                  |                                                                    |
| 1983.            |                                                                    |                                                                    | Bura (3)                                                           | :                                                                  | Park Avenija 69                                                    |
| 1982.            |                                                                    |                                                                    | Bura (2)                                                           | :                                                                  | Park Avenija 69                                                    |
| 1981./82.        |                                                                    |                                                                    | Brionac                                                            | 2:0                                                                | Park Avenija 69                                                    |
| 1981.            |                                                                    |                                                                    |                                                                    | :                                                                  |                                                                    |
| 1980./81.        |                                                                    |                                                                    | Bura                                                               | 7:2                                                                | Galeb                                                              |
| 1980.            |                                                                    |                                                                    |                                                                    | :                                                                  |                                                                    |
| 1979./80.        |                                                                    |                                                                    | Autsajderi, Pula (juniori Uljanika i Istre)                        | :                                                                  | Plave Bluze                                                        |
| 1979.            |                                                                    |                                                                    | Uljanik                                                            | 3:2 (1:1)                                                          | Vojno stambeni fond                                                |
| 1978.            |                                                                    |                                                                    | Ekonomisti, Pula (ekipa Više ekonomske škole Pula)                 | 7:3                                                                | Uljanik                                                            |

## Vanjske poveznice
- Službena stranica  Arhivirana inačica izvorne stranice od 21. veljače 2009. (Wayback Machine)